# Балчанд
Балчанд (*д/н —1650) — індійський художник-мініатюрист часів могольських падишахів Акбара, Джаханґіра, Шах Джахана.

## Життєпис
Про дату його народження немає відомостей. За походженням був індусом. Замолоду перейшов в іслам, що сприяло його кар'єрі. Захоплювався малюванням. З 1589 року став працювати у кітабхане (книжковій майстерні) падишаха Акбара.
Згодом стає другом шах-заде Саліма (майбутнього Джахангіра), з яким у 1600 році перебирається до Ахмедабада. У 1605 році разом з Салімаом повертається до Аґри. Незабаром після цього Салім успадковує трон. Тут стає одним з провідних художників часів Джахангіра. Свій статус знаного майстра зберіг й за падишаха Шах Джахана, вважався одним з авторитетних художників. Помер приблизно у 1650 році.

## Творчість

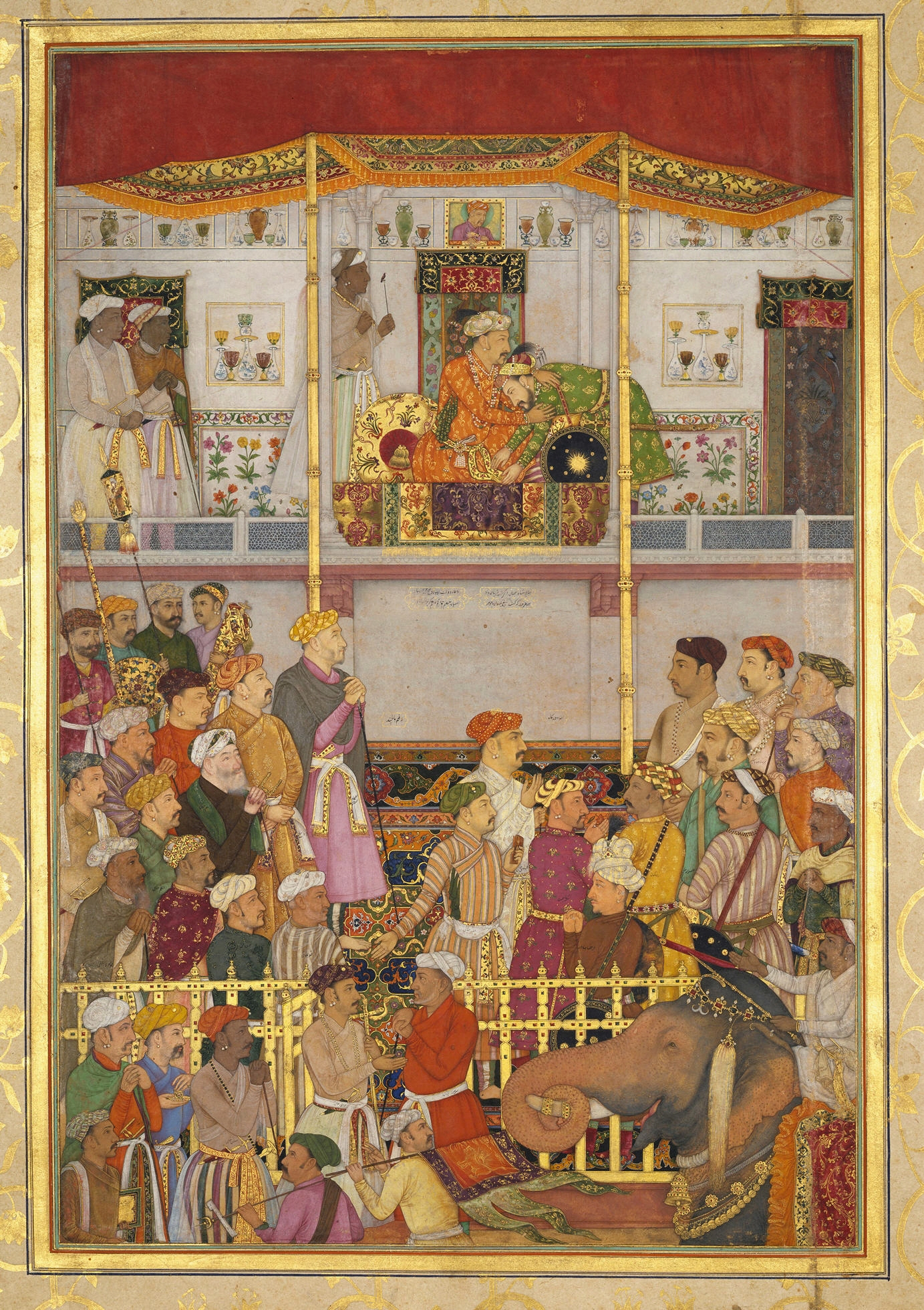
Джахангір зустрічає шах-заде Хуррама в Аджмері після повернення з Меварської кампанії. 1635 рік

Першим великим замовленням стала участь в ілюструванні книги «Акбар-наме» у 1589 році. У 1595 році працює над ілюструванням «Бахарістану». Цікавою працею є портрет «факіра Алі», створений у 1606 році. Тут поєдналися традиції могольського живопису Акбара з філігранним зображенням фігури та традиціями каліграфії. В своїх героях художник намагався відобразити їхні психологічні особливості. Малював переважно падишахів, членів їхніх родини та почту.
Значним твором є також подвійний портрет «Джаханґіра й Акбара». Значним внеском у могольську мініатюру стала робота Балчанда над ілюструванням «Падшах-наме» (на замовлення Шах Джахана).

## Галерея

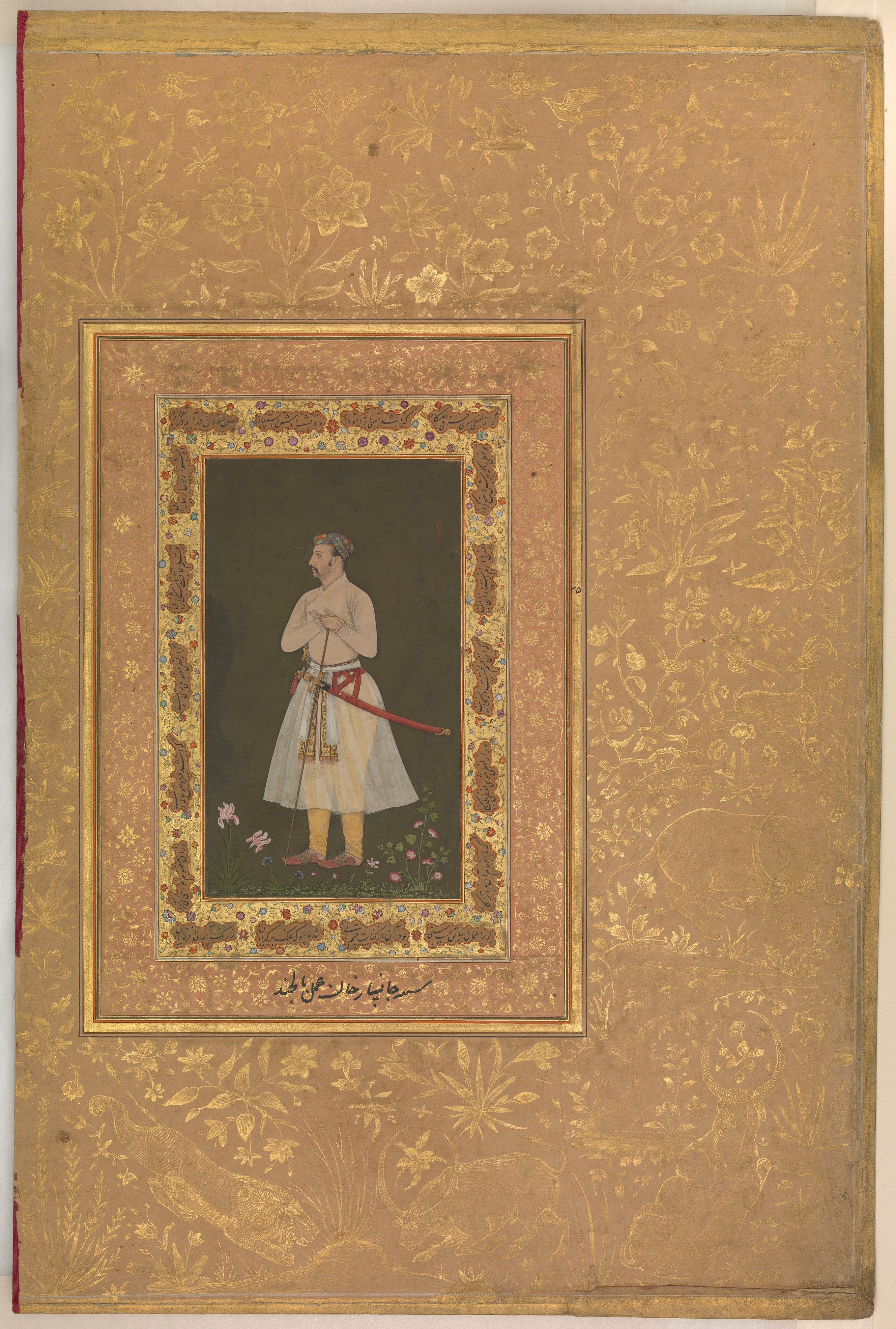
Портрет Джахангір Бега
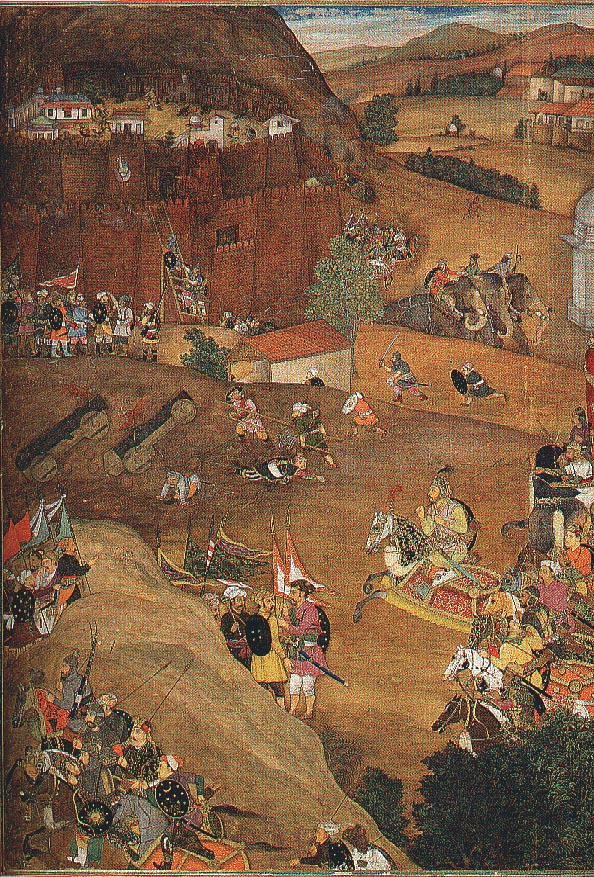
Азам-хан захоплює фортецю Дхарур
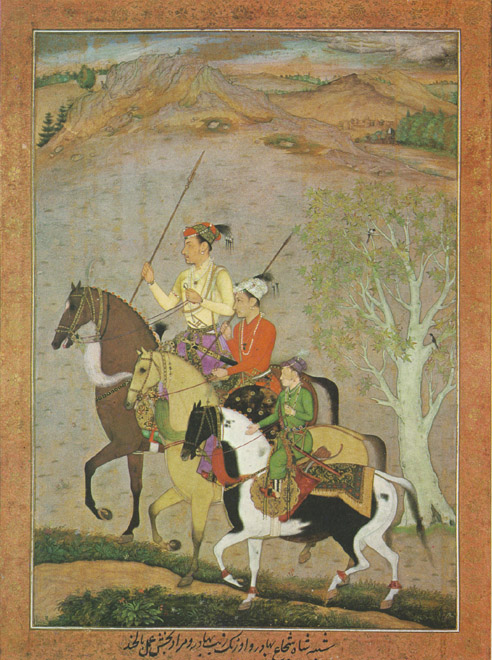
Шах-заде Шуджа, Аурангазеб, Мурад